# Cheikh Niasse
Cheikh Ahmet Tidian Niasse (Gossas, 19 gennaio 2000) è un calciatore senegalese, centrocampista del Verona.

## Carriera

### Lilla e prestito in Grecia
Nato in Senegal, è cresciuto nel settore giovanile del Lilla. Il 28 agosto 2019 ha esordito in prima squadra, disputando l'incontro di Ligue 1 vinto 3-0 contro il Saint-Étienne. Il 10 dicembre 2020 debutta nelle competizioni europee, venendo schierato nella sconfitta per 3-2 sul campo del Celtic in Europa League.
Non riuscendo a trovare spazio in squadra, il 1º febbraio 2021 passa in prestito ai greci del Panathīnaïkos fino al termine della stagione. Dopo essere rientrato dal prestito, colleziona 5 presenze tra campionato e coppa.

### Young Boys e Verona
Il 3 febbraio 2022 viene acquistato a titolo definitivo dagli svizzeri dello Young Boys.
Il 31 gennaio 2025 viene ceduto in prestito con obbligo di riscatto condizionato al Verona.Il giorno dopo esordisce in serie A nella vittoriosa trasferta in casa del Monza, subentrando ad inizio ripresa a Suat Serdar. 

## Statistiche

### Presenze e reti nei club
Statistiche aggiornate al 3 marzo 2025.
| Stagione          | Squadra           | Campionato        | Campionato | Campionato | Coppe nazionali | Coppe nazionali | Coppe nazionali | Coppe continentali | Coppe continentali | Coppe continentali | Altre coppe | Altre coppe | Altre coppe | Totale | Totale |
| Stagione          | Squadra           | Comp              | Pres       | Reti       | Comp            | Pres            | Reti            | Comp               | Pres               | Reti               | Comp        | Pres        | Reti        | Pres   | Reti   |
| ----------------- | ----------------- | ----------------- | ---------- | ---------- | --------------- | --------------- | --------------- | ------------------ | ------------------ | ------------------ | ----------- | ----------- | ----------- | ------ | ------ |
| 2016-2017         | Lilla 2           | CFA               | 1          | 0          | -               | -               | -               | -                  | -                  | -                  | -           | -           | -           | 1      | 0      |
| 2018-2019         | Lilla 2           | N2                | 24         | 2          | -               | -               | -               | -                  | -                  | -                  | -           | -           | -           | 24     | 2      |
| 2019-2020         | Lilla 2           | N2                | 16         | 0          | -               | -               | -               | -                  | -                  | -                  | -           | -           | -           | 16     | 0      |
| 2020-feb. 2021    | Lilla 2           | N3                | 1          | 0          | -               | -               | -               | -                  | -                  | -                  | -           | -           | -           | 1      | 0      |
| 2019-2020         | Lilla             | L1                | 1          | 0          | CF+CdL          | 0+0             | 0               | UCL                | -                  | -                  | -           | -           | -           | 1      | 0      |
| 2020-feb. 2021    | Lilla             | L1                | 0          | 0          | CF              | 0               | 0               | UEL                | 1                  | 0                  | -           | -           | -           | 1      | 0      |
| feb.-giu. 2021    | Panathīnaïkos     | SL                | 5+8        | 0          | CG              | 2               | 0               | -                  | -                  | -                  | -           | -           | -           | 15     | 0      |
| 2021-feb. 2022    | Lilla 2           | N3                | 1          | 0          | -               | -               | -               | -                  | -                  | -                  | -           | -           | -           | 1      | 0      |
| Totale Lilla 2    | Totale Lilla 2    | Totale Lilla 2    | 43         | 2          |                 | -               | -               |                    | -                  | -                  |             | -           | -           | 43     | 2      |
| 2021-feb. 2022    | Lilla             | L1                | 4          | 0          | CF              | 1               | 0               | UCL                | 0                  | 0                  | SF          | 0           | 0           | 5      | 0      |
| Totale Lilla      | Totale Lilla      | Totale Lilla      | 5          | 0          |                 | 1               | 0               |                    | 1                  | 0                  |             | 0           | 0           | 7      | 0      |
| feb.-giu. 2022    | Young Boys        | SL                | 10         | 1          | CS              | 0               | 0               | UCL                | -                  | -                  | -           | -           | -           | 10     | 1      |
| 2022-2023         | Young Boys        | SL                | 26         | 0          | CS              | 5               | 0               | UECL               | 4                  | 1                  | -           | -           | -           | 35     | 1      |
| 2023-2024         | Young Boys        | SL                | 30         | 0          | CS              | 3               | 0               | UCL+UEL            | 6+2                | 0                  | -           | -           | -           | 41     | 0      |
| 2024-gen. 2025    | Young Boys        | SL                | 14         | 0          | CS              | 3               | 0               | UCL                | 7                  | 0                  | -           | -           | -           | 24     | 0      |
| Totale Young Boys | Totale Young Boys | Totale Young Boys | 80         | 1          |                 | 11              | 0               |                    | 19                 | 1                  |             | -           | -           | 110    | 2      |
| gen.-giu. 2025    | Verona            | A                 | 5          | 0          | CI              | 0               | 0               | -                  | -                  | -                  | -           | -           | -           | 5      | 0      |
| Totale carriera   | Totale carriera   | Totale carriera   | 146        | 3          |                 | 14              | 0               |                    | 20                 | 1                  |             | 0           | 0           | 180    | 4      |

## Palmarès
- Campionato svizzero: 2

Young Boys: 2022-2023, 2023-2024
- Coppa Svizzera: 1

Young Boys: 2022-2023